# Max H. von Freeden
Max Hermann von Freeden (* 18. November 1913 in Bremen; † 20. April 2001 in Würzburg) war ein deutscher Kunsthistoriker und erster Nachkriegsdirektor des Mainfränkischen Museums Würzburg.

## Leben
Max Hermann von Freeden stammt aus einer alten friesischen Familie: Sein Großvater Wilhelm von Freeden war Ozeanograph und Gründer der Norddeutschen Seewarte Hamburg, sein Vater Maximilian von Freeden  Kapitän auf großer Fahrt in Bremen.
Nach dem Abitur 1932 in Bremen studierte von Freeden Kunstgeschichte an den Universitäten Würzburg, München und wieder in Würzburg und wurde dort 1936 mit einer – mit dem Universitätspreis ausgezeichneten – Arbeit über Balthasar Neumann als Stadtbaumeister „summa cum laude“ promoviert. Darin publizierte er seine „‚Entdeckung‘ und Auswertung der bis 1935 völlig übersehenen umfangreichen Protokolle der Würzburger Baukommission Neumanns, […] (die) Zuschreibung von Bauten in Bamberg und Würzburg sowie die […] Neumannschen Entwürfe für modellmäßige Straßenfluchten zur Würzburger Theaterstraße, zur Freilegung des Marktplatzes, zu den Bauprojekten in der Kapuzinerstraße und zahlreichen anderen Projekten […]“. Diese Materialien und der umfangreiche Bildteil mit Fotos von Gebäuden vor der Zerstörung sollten später für den Wiederaufbau Würzburgs nach Kriegsende von hohem Wert sein. Bereits 1935 wurde er Volontär am Fränkischen Luitpoldmuseum, das 1939 in Mainfränkisches Museum umbenannt wurde, und wurde stellvertretender Konservator des Landesdenkmalamtes, 1938 wurde er Assistent und 1939 Konservator. Nach Kriegsdienst, schwerer Verwundung und kurzer Kriegsgefangenschaft kam er im Herbst 1940 nach Würzburg zurück. Im November desselben Jahres heiratete er Eleonore Hartig (1920–2009), die gemeinsame Tochter Eva kam 1942 zur Welt.
Angesichts der nahezu völligen Zerstörung Würzburgs wurde von Freeden bereits im Mai 1945 vom Würzburger Oberbürgermeister Gustav Pinkenburg beauftragt, „ein neues Museum“ zu „machen“. Er ernannte ihn zum Leiter des neuen Museums, dessen Direktor er 1949 wurde. Dies bedeutete zunächst, aus der Ruine des Mainfränkischen Museums rasch verschüttete Kunstwerke zu bergen, denn fast die Hälfte der Bestände war nicht völlig vernichtet. Sämtliche Akten und Inventare sowie die Bibliothek mit Archiv waren jedoch zerstört. Es gelang durch von Freedens Engagement, bedeutende Kunstschätze zu retten, u. a. Tilman Riemenschneiders Adam und Eva und seine Apostel von der ausgebrannten Marienkapelle, zahlreiche gotische Steinfiguren des 14. Jahrhunderts, Putten Johann Peter Wagners und Gartenfiguren von Ferdinand Tietz, die dadurch später wieder zusammengesetzt und restauriert werden konnten. Gleichzeitig sorgte er für die Sicherung der ausgelagerten Museumsbestände. Bereits 1946 setzte er seine Idee um, das neue Mainfränkische Museum auf der zunächst noch stark beschädigten Festung Marienberg zu etablieren: Am 8. September 1946 konnten der Riemenschneider-Saal und vier weitere Säle im ehemaligen Zeughaus und der Echterbastei eröffnet werden. Schrittweise erfolgte unter von Freedens Leitung der Ausbau weiterer Museumsräume, der es ermöglichte, die zahlreichen Neuerwerbungen und Schenkungen unterzubringen. Dabei entwickelte von Freeden von Anbeginn neue Konzepte, um das Mainfränkische Museum im Bewusstsein der Bevölkerung lebendig zu machen: Durch völlige Abendbeleuchtung der Museumsräume, publikumsnahe „unmuseale“ Ausstellungspräsentationen, besonders durchdachte neuartige Raumlichtkonzepte, Führungen, Öffnung des Museums für Festveranstaltungen und ab 1956 durch die Veranstaltung regelmäßiger Museumskonzerte. Dadurch entwickelte er neue Standards für Museen allgemein und wurde als Museumsfachmann deshalb als Berater u. a. bei der Einrichtung des Festungsmuseums Salzburg (Mai 1952) und des Reiß-Museums Mannheim (August 1954) hinzugezogen. Von Freeden plante und organisierte mehrere thematisch erstmalige, große Ausstellungen mit kostbaren, teilweise bis dahin unbekannten Leihgaben des In- und Auslandes, u. a. „Tiepolo in Würzburg, 1750–1753“ (1951), „1200 Jahre Franconia Sacra“ (1952), „Balthasar Neumann, Gedächtnisschau zum 200. Todestag“ (1953), „Prunkstücke deutscher Weinkultur“ (1957), zu denen er auch jeweils wissenschaftlich fundierte Kataloge herausgab.
Durch sein Wirken als Direktor bis 1978 führte von Freeden das Mainfränkische Museum nicht nur „zu weltweitem Ruf“, sondern er leistete einen wesentlichen Beitrag dafür, „dass das […] schwer zerstörte Würzburg mit diesem Museum […] trotz aller erlittener Verluste seine Seele wiedererlangte“. Er initiierte die Gründung der Gesellschaft der Freunde Mainfränkischer Kunst und Geschichte e. V. Würzburg. Mit mehr als 800 Publikationen (Büchern, Ausstellungskatalogen und Artikeln) machte Max H. von Freeden die Kunstlandschaft Mainfranken einem breiten Publikum wie der Wissenschaft bekannt.
Auf Wunsch des Grafen Karl von Luxburg und des Bezirks Unterfranken richtete von Freeden darüber hinaus in Aschach bei Bad Kissingen in den Jahren 1956/1957 das Schlossmuseum Aschach ein und betreute es bis 1982.
1962 ernannte die Universität Würzburg von Freeden zum „Honorarprofessor für Mittlere und Neuere Kunstgeschichte insbesondere für mainfränkische Kunstgeschichte und Museumswesen“. Zu Gastvorträgen wurde er u. a. 1952 an die Stockholmer Akademie und Universität und 1954 nach Harvard eingeladen. Er war ein gefragter Gutachter für Werke Balthasar Neumanns, Tilman Riemenschneiders und Vater und Sohn Tiepolo. Von Freeden war Vertreter Bayerns im Verwaltungsrat des Germanischen Nationalmuseums Nürnberg (1969–1978). Er war Mitglied im Bayerischen Landesdenkmalrat (1974–1980), im International Council of Museums und in der „Bundeskommission für national wertvolle Kunstwerke“. Er hatte mehrere ehrenvolle Berufungen und Anfragen zur Leitung großer auswärtiger Museen, die er aus Verbundenheit mit seiner Würzburger Arbeit ablehnte, u. a. Focke-Museum Bremen (1950), Berufung als Generaldirektor des Germanischen Nationalmuseums Nürnberg (1951 und 1961), Alte Pinakothek (1953), Nominierung für den Generaldirektor der Bayerischen Staatsgemäldesammlungen in München (1953), Berufung zum Generaldirektor der Kölner Museen und Direktor des Wallraf-Richartz-Museums (1959), Kunstgewerbemuseum Berlin (1958), Generaldirektor der Berliner Museen (1962).

## Auszeichnungen und Ehrungen
- 1955 Bayerischer Verdienstorden
- 1962 Goldenes Stadtsiegel der Stadt Würzburg
- 1972 Deutscher Weinkulturpreis für die Kelterhalle im Mainfränkischen Museum
- 1973 Ehrenring der Stadt Würzburg
- 1979 Bundesverdienstkreuz I. Klasse
- 1979 Kulturpreis der Stadt Würzburg
- 1983 Verdienstmedaille des Bezirkstags von Unterfranken
- 1986 Kulturpreis der Bayerischen Landesstiftung
- 1991 Georg-Sittig-Medaille der Würzburger SPD

## Schriften (Auswahl)
- Balthasar Neumann als Stadtbaumeister. (= Kunstwissenschaftliche Studien, Band 20 / zugleich Phil. Diss. Universität Würzburg 1936). Deutscher Kunstverlag, Berlin 1937 (Nachdruck, Würzburg 1978).
- Eine mainfränkische Reise im Jahre 1705. In: Franken-Kalender. Band 52, 1939, S. 148–149.
- Aus den Neuerwerbungen des Mainfränkischen Museums 1945–1950. In: Mainfränkisches Jahrbuch für Geschichte und Kunst. Band 2. Spurbuchverlag, Baunach 1950, ISSN 0076-2725, S. 286–300.
- mit Wilhelm Engel: Fürstbischof Julius Echter als Bauherr. Würzburg 1951 (= Mainfränkische Hefte. Band 9).
- Festung Marienberg. Stürtz, Würzburg 1952 (Neuauflage, Stürtz, Würzburg 1982, ISBN 3-8003-0187-3).
- mit Wilhelm Engel: Eine Gelehrtenreise durch Mainfranken 1660 (= Mainfränkische Hefte. Band 15). Würzburg 1952.
- Balthasar Neumann. Leben und Werk. Deutscher Kunstverlag, München/Berlin 1953 (3., erweiterte Auflage. Deutscher Kunstverlag, München/Berlin 1981, ISBN 3-422-00118-2).
- Tilman Riemenschneider. Leben und Werk. Deutscher Kunstverlag, München Berlin 1954 (5., vermehrte und verb. Aufl. 1981, ISBN 3-422-00124-7).
- als Mitwirkender: Quellen zur Geschichte des Barocks in Franken unter dem Einfluß des Hauses Schönborn. I. Teil: Die Zeit des Erzbischofs Lothar Franz und des Bischofs Johann Philipp Franz von Schönborn 1693–1729. Filser, Augsburg 1955.
- Die Neuerwerbungen des Mainfränkischen Museums 1946–1956. In: Mainfränkisches Jahrbuch für Geschichte und Kunst. Band 8. Spurbuchverlag, Baunach 1958, ISSN 0076-2725, S. 1–65.
- Das Meisterwerk des Giovanni Battista Tiepolo. Die Fresken der Würzburger Residenz. Hirmer Verlag, München 1956.
- Das Mainfränkische Museum 1945–1960, I. 1945–1948. In: Mainfränkisches Jahrbuch für Geschichte und Kunst. Band 11. Spurbuchverlag, Baunach 1959, S. 247–264 (Zugleich: Erbe und Auftrag – Von fränkischer Kunst und Kultur. Aufsätze und Artikel aus fünfzig Jahren.Freunde Mainfränkischer Kunst und Geschichte, Würzburg 1988, S. 70–77).
- Würzburgs Residenz und Fürstenhof zur Schönbornzeit. Emig Verlag, Amorbach 1961.
- Gotische Plastik. Kleine Werke großer Meister. Bruckmann Verlag, München 1962.
- Aus den Schätzen des Mainfränkischen Museums Würzburg. Stürtz Verlag, Würzburg 1972.
- Schloss Aschach bei Bad Kissingen – Graf-Luxburg-Museum des Bezirks Unterfranken. (= Große Kunstführer, Band 94). Schnell & Steiner, München / Zürich 1982, ISBN 3-7954-0838-5.
- Erbe und Auftrag – Von fränkischer Kunst und Kultur. (=Mainfränkische Studien, Band 44). Freunde Mainfränkischer Kunst und Geschichte, Würzburg 1988, ISSN 1612-4286.